# 磐城石井站
磐城石井站（日语：／ Iwaki-Ishii eki */?）是位於福島縣東白川郡矢祭町大字中石井字御殿河原11號，東日本旅客鐵道（JR東日本）的水郡線車站。

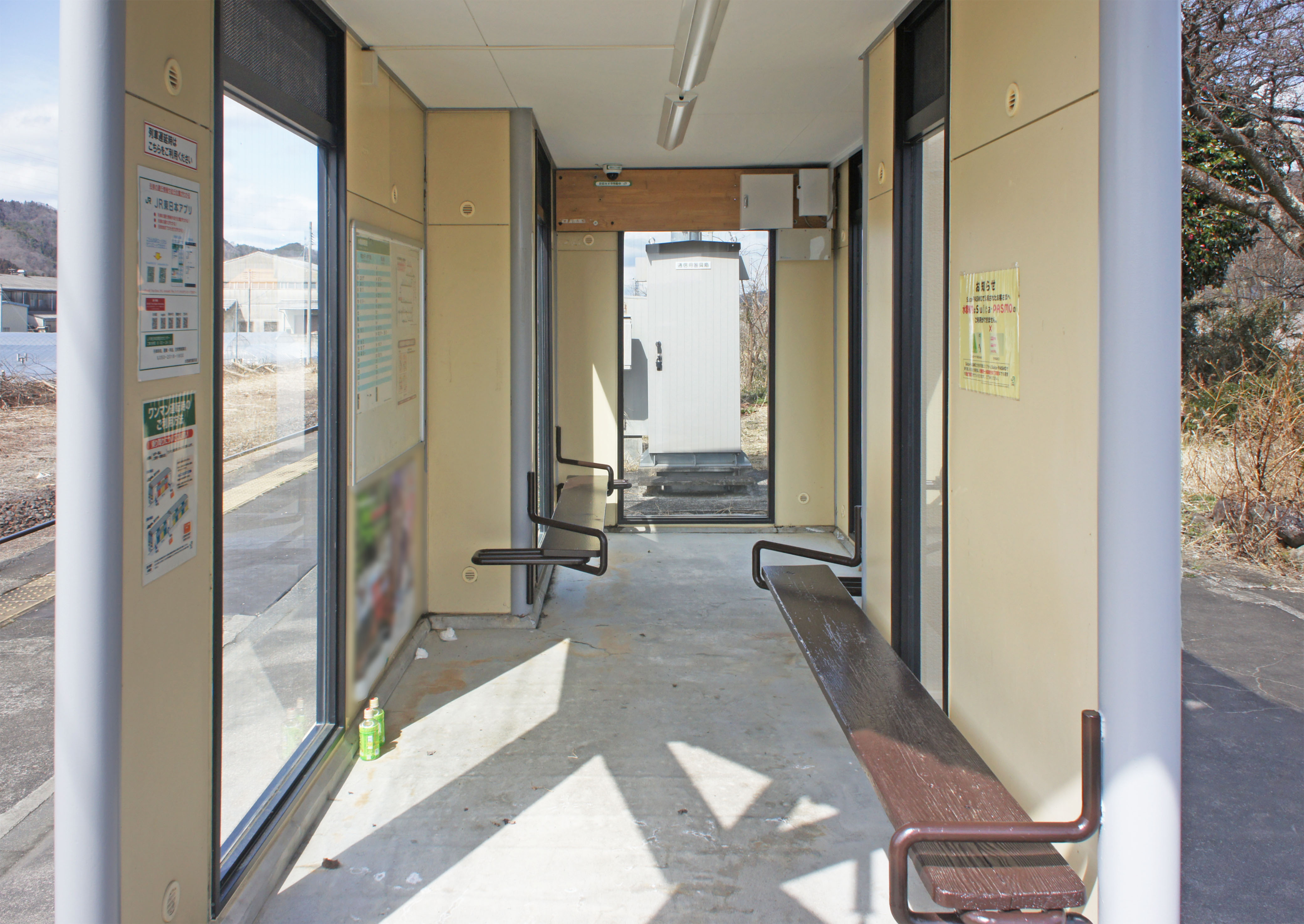
候車室內（2022年3月）

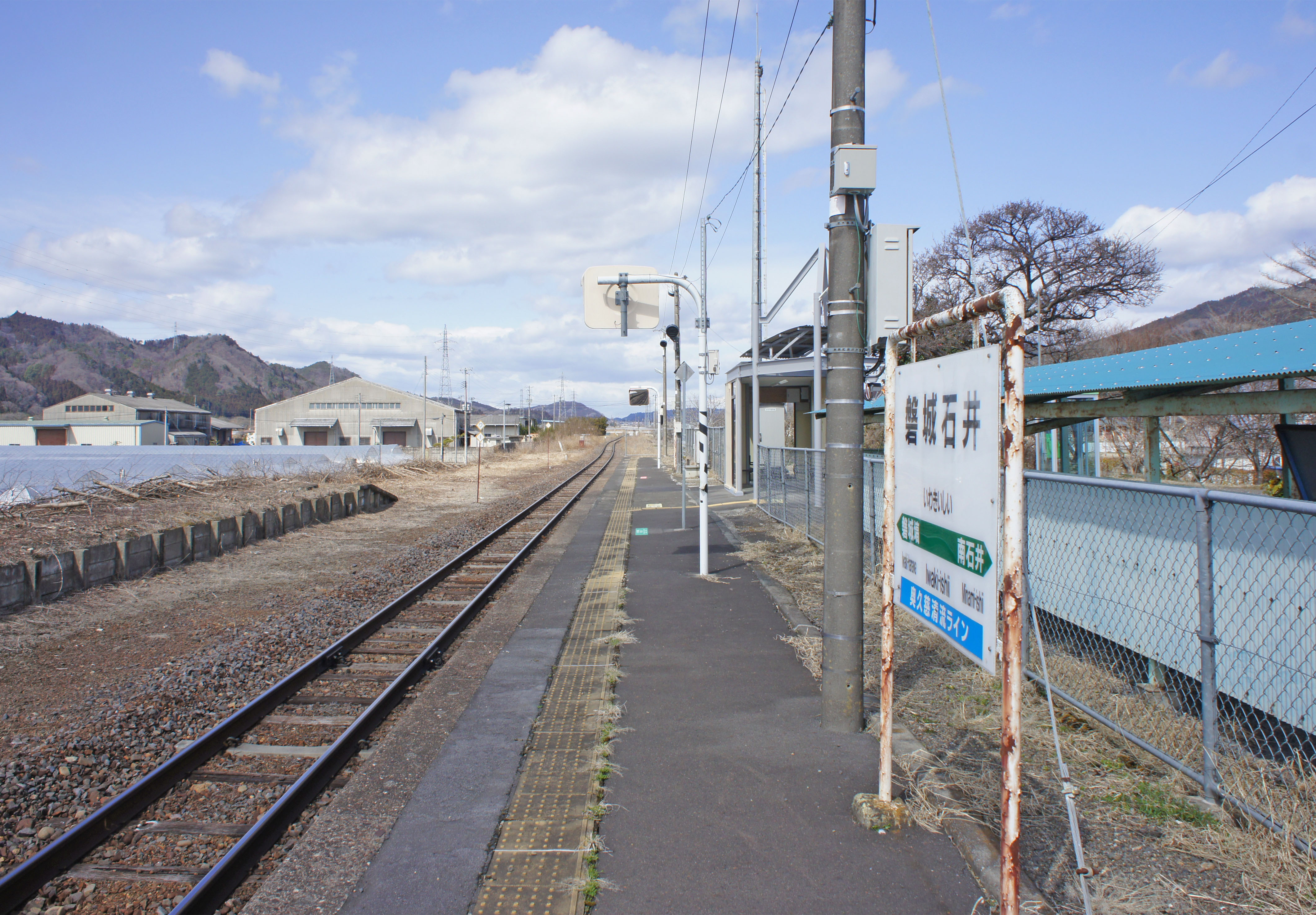
月台（2022年3月）

## 歷史
- 1931年（昭和6年）10月10日：車站啟用[1]。
- 1970年（昭和45年）10月1日：水郡線營業近代化，此站成為無人車站，委托售票業務。
- 1987年（昭和62年）4月1日：伴隨國鐵分割民營化，車站由東日本旅客鐵道（JR東日本）營運[2]。

## 車站構造
此站是地面車站，設有1面1線的單式月台。曾經此站設有2面2線的相對式月台，遺留了舊月台和路軌（與本線斷絕來往）。
此站是由常陸大子站管理的無人車站。曾經此站設有車站大樓，現已拆毀。現時設有沒有門的候車室。

## 使用狀況
在2004年度的1日平起乘車人次為30人。
| 乘車人員變化 | 乘車人員變化 |
| 年度         | 1日平均人次  |
| ------------ | ------------ |
| 2000         | 60           |
| 2001         | 55           |
| 2002         | 44           |
| 2003         | 41           |
| 2004         | 30           |

## 車站周邊
- 東西白河農業協同組合石井出張所
- 東西白河農業協同組合蒟蒻加工中心
- 東西白河農業協同組合矢祭特産農業檢査所

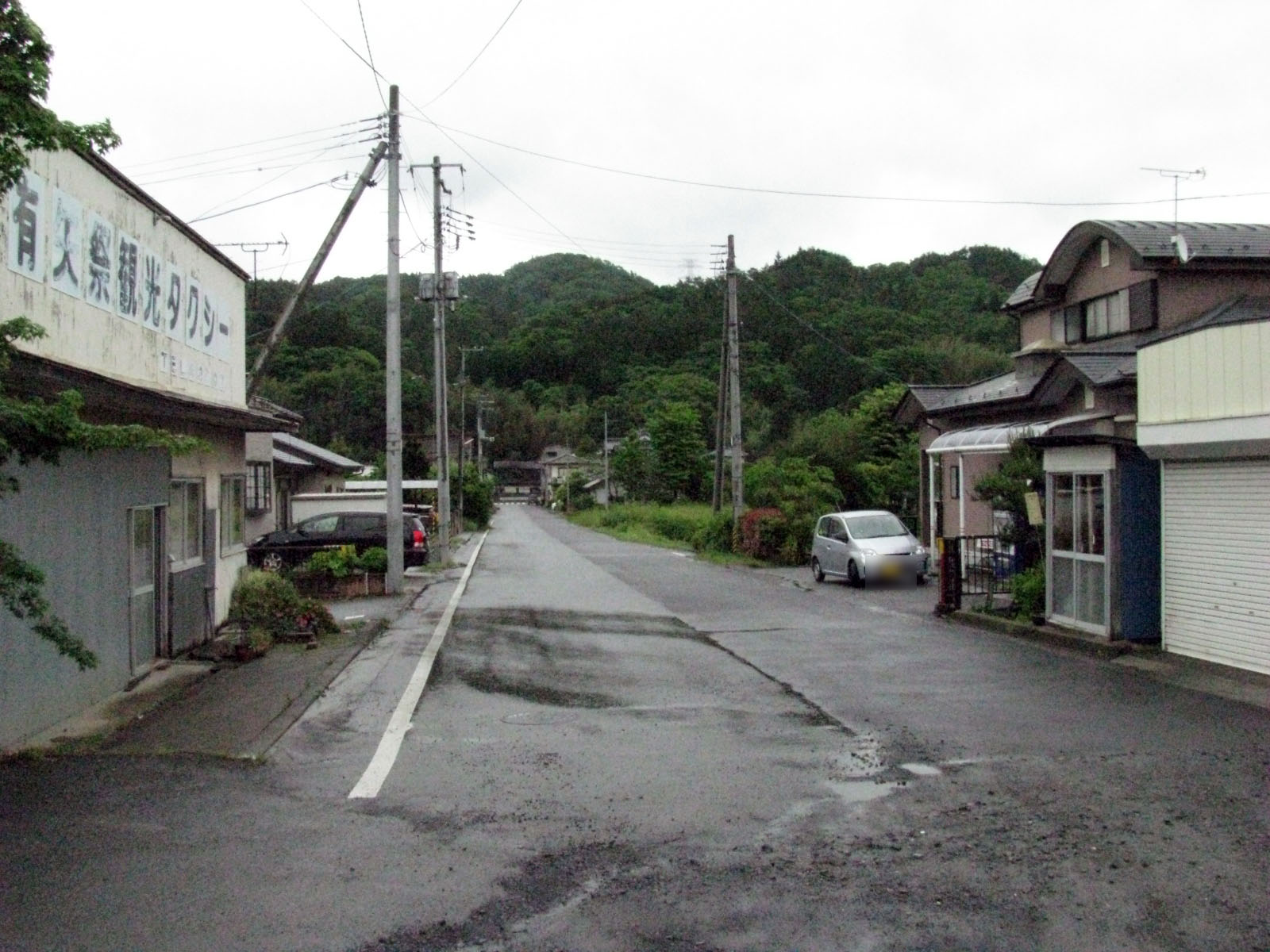
站前

- 久慈川（以久慈川為邊界，川的東邊為矢祭町，西邊為塙町）
- 國道118號（日语：国道118号）（茨城街道）
- 福島縣道174號磐城石井停車場線（日语：福島県道174号磐城石井停車場線）
- 福島縣道·茨城縣道196號石井大子線（日语：福島県道・茨城県道196号石井大子線）
- 福島縣道230號矢祭山八槻線（日语：福島県道230号矢祭山八槻線）
- 塙町地區公民館
- 高城郵局
- 棚倉警署（日语：棚倉警察署）植田駐在所
- 福島交通「石井站前」巴士站

## 相鄰車站
東日本旅客鐵道（JR東日本）
■水郡線
南石井－磐城石井－磐城塙

## 注腳
1. ↑  「鉄道省告示第272号」『官報』1931年10月3日（國立國會圖書館數碼化收藏）
2. ↑  『交通年鑑 昭和63年版』 交通協力會，1988年3月。
3. ↑  第120回福島県統計年鑑 （页面存档备份，存于）（日語）

## 外部連結
- 車站資訊（磐城石井）：東日本旅客鐵道（日語）